# الدوري الشمالي لكرة القدم 1896–97
الدوري الشمالي لكرة القدم 1896–97 (بالإنجليزية: 1896–97 Northern Football League)‏ هو موسم من الدوري الشمالي لكرة القدم ‏. فاز فيه نادي ميدلزبره.